# Diederik Bangma
Diederik Bangma (* 22. Mai 1990 in Rhenen) ist ein niederländischer Fußballtorhüter.

## Karriere

### Verein
Bangma spielte in der Jugend für Gelders Veenendaalse Voetbal Vereniging und wechselte 2004 in die Talentschule des SC Heerenveen. Aufgrund von verletzungsbedingten Ausfällen kam er in der ersten Mannschaft erst in der Saison 2009/10 im Heimspiel gegen Heracles Almelo am 27. Februar 2010 zum erstmaligen Einsatz.
Er spielte danach lediglich noch für die Jong Heerenveen und wechselte im Januar 2011 auf Leihbasis zum FC Emmen in die Eerste Divisie. Er spielte bei Emmen die Saison zu Ende. Er blieb bis zum Ende der Saison, in der er in Konkurrenz zu seinen Heerenveener Vereinskameraden Harm Zeinstra stand. Nach seiner Rückkehr zu Heerenveen bekam er die Freigabe und wechselte zu Woonwagen Kamp Emmen in die Topklasse zondag.

### Nationalmannschaft
Bangma spielte zwei Mal für die niederländische U-18-Nationalmannschaft.